# 543
El 543 (DXLIII) fou un any comú començat en dijous del calendari julià.

## Esdeveniments
- Reforma agrària a Itàlia.[1]
- El Sínode de Constantinoble condemna formalment la doctrina de l'apocatàstasi.[2]